# Abandono de búfalos em Brotas
O caso do abandono de búfalos em Brotas remete ao abandono de mais de mil búfalos em uma fazenda no município brasileiro de Brotas, provocando a morte e deixando animais em estado de inanição. É considerado um dos maiores casos contra animais do Brasil e teve repercussão nacional. De acordo com o processo aberto sobre o caso, a fazenda estava sendo arrendada para o cultivo de soja e transformou os pastos em campos de plantações deixando à deriva os animais. O fazendeiro Luiz Augusto Pinheiro de Souza, proprietário da fazenda onde os búfalos foram encontrados, já havia sido multado anteriormente em R$ 2,13 milhões por supostos maus-tratos aos animais. Luiz Augusto Pinheiro de Souza também é dono de um restaurante na mesma cidade, chamado Fatto di Bufala, que tem entre seu cardápio especiarias como queijo derivado da espécie.

## Caso
Em novembro de 2021, a Polícia Civil do município de Brotas recebeu uma denúncia anônima de que ao menos 500 búfalos estavam na propriedade sem acesso à água e comida. Os búfalos da Fazenda São Luiz da Água Sumida, propriedade na divisa entre as cidades de Brotas e Ribeirão Bonito, viraram então notícia em todo o Brasil. Investigações apontam que o proprietário da fazenda, o psicanalista e vendedor de leite de búfala Luiz Augusto Pinheiro de Souza, deixou os animais para definharem no local. Sem comida e sem água, as búfalas, em sua maioria grávidas, estavam morrendo e sofrendo abortos espontâneos. Em entrevista concedida ao "Fantástico", da TV Globo, Luiz Augusto Pinheiro de Souza afirmou que os animais "Morre numa época naturalmente no ano. Quando morrer, morreu". Luiz Augusto foi preso no dia 11 de novembro, quando o delegado que cuida do caso, Douglas Brandão do Amaral, afirmou que no dia anterior o fazendeiro havia começado a passar trator no local para estragar pasto que ainda era bom. Douglas completou então que: (...) vimos que a intenção dele, ainda não sei por qual motivo, era de matar esses búfalos. Diante desse dolo direto, decidimos autuá-lo por maus-tratos animais em concurso material, ou seja, cada búfalo que está sendo maltratado lá é um crime".
| “                                                        | Tínhamos um cenário de guerra. Encontramos 667 búfalos vítimas de maus tratos e outros 22 que já tinham morrido e mais outras agonizando. Montamos uma força-tarefa com o apoio de prefeituras, veterinários e ONGs para dar água e comida para os animais. | ” |
| — Douglas do Amaral, delegado da Polícia Civil de Brotas | |   |

Após a repercussão do caso, o proprietário da fazenda, Luiz Augusto Pinheiro de Souza, enviou uma mensagem ao prefeito da cidade de Brotas, Leandro Corrêa (DEM), que afirmou ter se sentido intimidado com a mensagem e prometeu levar o material para o delegado que está investigando o caso.
| “                                                                     | Oi, Leandro. É o Luiz Augusto. Tudo bem? Você pode ter ódio de mim, e eu tenho motivo para ter ódio de você, mas acho que temos um segundo bem aí em jogo. Que é a imagem de Brotas. Vai sair no domingo no Fantástico. Está destruindo a cidade. Você como prefeito pode tirar essa ONG daqui rapidinho... | ” |
| — Luiz Augusto Pinheiro de Souza, proprietário da Fazenda Água Sumida | |   |

Um inquérito policial está sendo conduzido para apurar responsabilidades pelos maus tratos aos 1.056 búfalos e 72 cavalos e éguas da fazenda Água Sumida. Suspeita-se de que muitos animais tenham sido enterrados em valas ainda vivos. Somados, os crimes podem render 500 anos de prisão aos responsáveis e as multas aplicadas pela Polícia Ambiental chegam a R$ 3,5 milhões. O secretário de Agricultura da cidade de Brotas, Luiz Fernando Braz da Silva, informou que a prefeitura acompanha o caso dos búfalos desde o início e vem colaborando para que os animais sejam protegidos. O Conselho Regional de Medicina Veterinária de São Paulo, por sua vez, informou ter acionado as comissões técnicas de bem estar animal e medicina veterinária para dar suporte às ações das ONGs em defesa dos animais da fazenda.
| “ | Vocês vão ver que isso daqui não vai dar em nada. | ” |
| — Luiz Augusto Pinheiro de Souza, ao ser preso em janeiro de 2022, após 39 dias foragido, no município de São Vicente |                                                   |   |

## Links
- Búfalas de Brotas
- Globo: Abandono dos búfalos de Brotas é um dos maiores casos de maus-tratos animais já vistos no Brasil